# Dans de beaux draps
Production
Diffusion
Dans de beaux draps est une série télévisée française réalisée par Stéphanie Pillonca d'après un scénario de Sarah Tissandier et Fabrice De Costil.
Cette fiction dramatique est une coproduction de Redstone et France Télévisions.

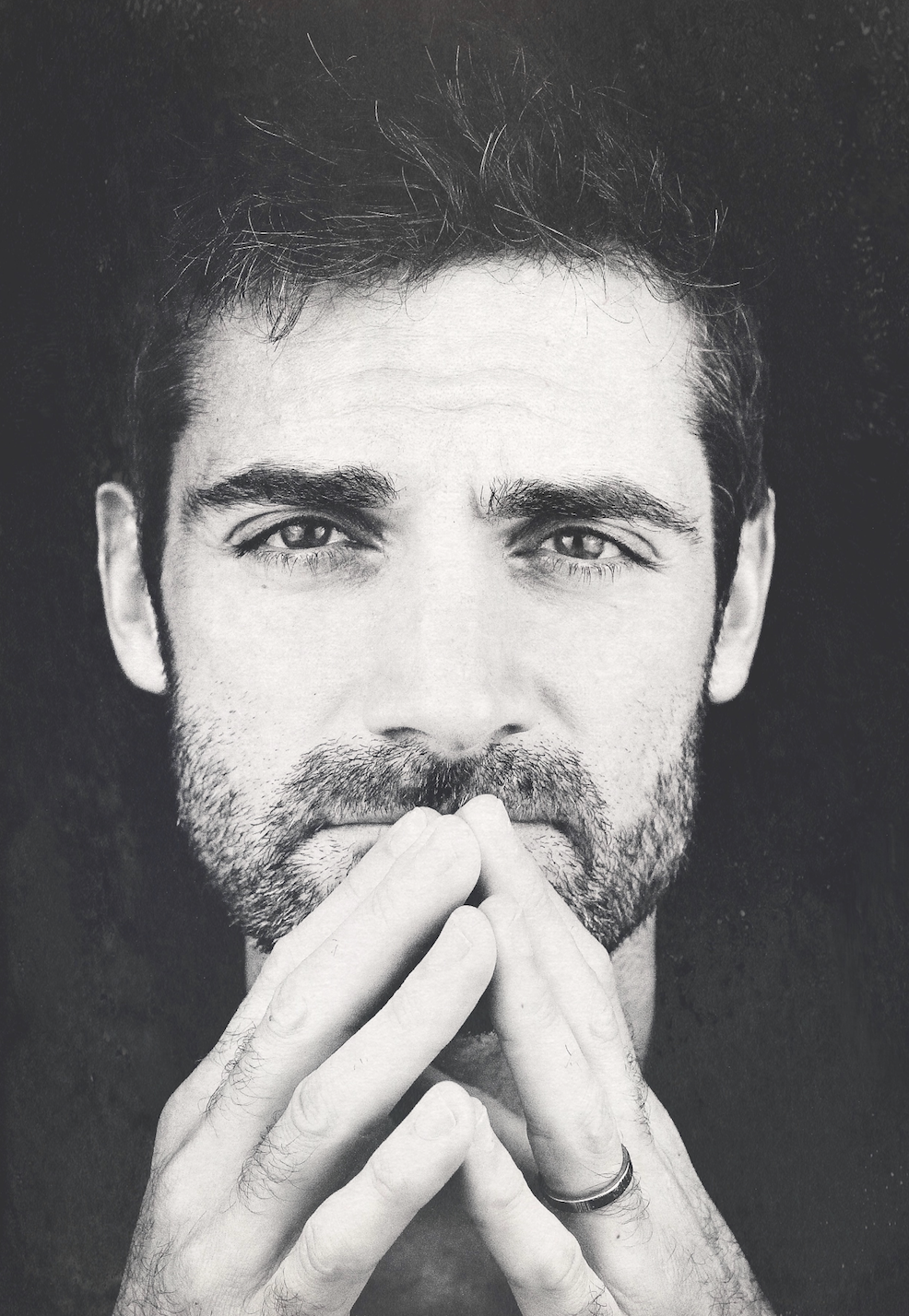
Gil Alma.

## Distribution
- Éléonore Bernheim : Béatrice Blanchet
- Gil Alma : Rémi Blanchet
- Charlie Bruneau : Kathy Malinsky
- Arié Elmaleh : Jérôme Malinsky
- Amaury de Crayencour : Gauthier Gouget
- Dan Herzberg : Mathieu
- Marie-Christine Adam : Sybile
- Bernadette Le Saché : Michelle
- Carima Amarouche : Rachida
- Camille Genau : Capucine
- Axel Auriant : Enguerrand
- Elliott Goldberg : Pierre Marie
- Léontine d'Oncieu : Nina
- Adda Senani : Samy
- Kinsley Camachee : Léo Sitbon
- Nicolas Briançon : Georges Laville
- Stéphanie Bataille Draber : Laure Laville
- Juliette Tresanini : Élise Maisonneuve
- Pierre Degand : Croupier

## Production

### Genèse et développement
Cette fiction dramatique est une coproduction de Redstone et France Télévisions,,.
La série est créée et écrite par Sarah Tissandier et Fabrice De Costil, et réalisée par Stéphanie Pillonca,.

### Tournage
Le tournage de la série a lieu du 14 octobre 2024 au 24 janvier 2025 à Lille et ses alentours, entre autres à Marcq-en-Barœul,,,.

### Fiche technique
Sauf indication contraire, les informations mentionnées dans cette section peuvent être confirmées par les bases de données cinématographiques  présentes dans la section « Liens externes ».
- Titre français : Dans de beaux draps
- Genre : Drame
- Production : Valérie Tubiana[3]
- Sociétés de production : Redstone et France Télévisions[2],[3]
- Réalisation : Stéphanie Pillonca[4],[3],[5]
- Scénario : Sarah Tissandier et Fabrice De Costil[4],[3]
- Pays de production :  France
- Langue originale : français
- Format : couleur
- Nombre de saisons : 1
- Nombre d'épisodes[4],[2] : 6
- Durée : 52 minutes[4],[2]
- Dates de première diffusion en télévision : 10 septembre 2025